# 拉科尼亞灣

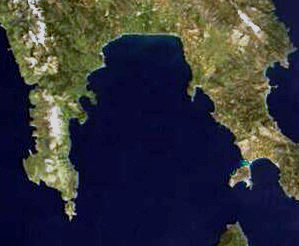
拉科尼亞灣的衛星影像

拉科尼亞灣（希臘語：Λακωνικός κόλπος）是希臘伯羅奔尼撒半島南邊的兩個海灣之一，另一個是麥西尼亞灣。拉科尼亞灣位於馬尼半島和马莱阿斯角半島之間。
伯羅奔尼撒半島的主要河流之一，埃夫羅塔斯河，從北側注入拉科尼亞灣。城鎮伊西翁位於海灣西岸。埃拉福尼索斯島位於拉科尼亞灣的東南部，比鄰马莱阿斯角。